# 瑪爾塔·加斯帕羅托
瑪爾塔·加斯帕羅托（義大利語：Marta Gasparotto，1996年11月26日—）是一名出生於義大利弗留利-威尼斯朱利亚大区的壘球選手，司職工具人，目前效力於A1聯賽博拉泰。她曾隨隊參加2015年、2019年歐洲女子壘球錦標賽，結果獲得金牌。

## 外部連結
- 瑪爾塔·加斯帕羅托的Facebook專頁
- 瑪爾塔·加斯帕羅托的X（前Twitter）
- 瑪爾塔·加斯帕羅托的Instagram帳戶